# 999 l'ultimo custode
999 l'ultimo custode è un romanzo di Carlo A. Martigli, pubblicato in Italia il 1 gennaio 2009.e conosciuto in Italia per aver venduto più di 100 000 copie nella sola Italia.
Il libro è stato tradotto in polacco, spagnolo, tedesco, cinese, danese e altre lingue.

## Trama
Pico della Mirandola è il protagonista indiretto della storia, ma non del tutto legittimo, nel senso che il libro parla di segreti oscuri e ignoti, che attraversano cinque secoli, dal 1486 fino ai giorni nostri, passando attraverso il 1938, uno degli anni più bui della storia italiana.

## Edizioni
- Carlo A Martigli, 999: l'ultimo custode, [S.l.]: LIT Libri in tasca, 2009
- Carlo A Martigli, 999: l'ultimo custode, Roma: Castelvecchi, 2009
- Carlo A Martigli, 999: l'ultimo custode: romanzo, Milano: TEA, 2013
- Carlo A Martigli, 999: l'ultimo custode, Milano: Mondadori, 2021